# Financiera para el Bienestar
Financiera para el Bienestar (FINABIEN) es una organismo descentralizado del Gobierno de México dedicado a la promoción del ahorro y el crédito, especialmente microcréditos.FINABIEN fue creada por decreto publicado el 21 de octubre de 2022 en el Diario Oficial de la Federación sustituyendo a Telégrafos de México (Telecomm).
Actualmente la Financiera es la encargada de recuperar el capital brindado en el Año 2020. 
A partir del mes de enero del 2023, la Secretaría de Economía transfirió la recuperación del CAP a la Financiera para el Bienestar (FINABIEN), antes Telecomm

## Antecedentes
La fundación de FINABIEN se llevó a cabo con el propósito principal de fomentar la educación financiera y el ahorro entre la población mexicana, ofreciendo una gama de productos financieros y de crédito mediante servicios y productos financieros y de telecomunicaciones, con especial atención a los grupos sociales más vulnerables. 
FINABIEN retomó los servicios de telecomunicaciones, pagos y cobros que realizaba Telecomm en sus 1 700 sucursales e incorporó nuevos productos financieros como:
- Recepción y cobro de remesas
- Recibir pagos de los servicios crediticios Tandas de Bienestar y Crédito a la Palabra de la Secretaría de Bienestar
- Nuevos financiamientos como microcréditos apoyados por la Secretaría de Hacienda y Nacional Financiera